# Prince Rajcomar
Prince Rajcomar (Maastricht, 28 giugno 1992) è un calciatore olandese, attaccante del Peer.

## Palmarès

### Club

#### Competizioni nazionali
- Supercoppa dei Paesi Bassi: 1

Utrecht: 2004